# 君に届け
『君に届け』（きみにとどけ）は、椎名軽穂による日本の漫画作品、および、これを原作としたテレビアニメ、実写映画。略称は「君届（きみとど）」。『別冊マーガレット』（集英社）にて、2006年1月号から2017年12月号まで連載された。2008年第32回講談社漫画賞少女部門受賞作。
その後、『君に届け 番外編〜運命の人〜』が同誌の2018年5月号より2022年6月号まで不定期連載された。

## 概要
当初、本作品は椎名の前作である『CRAZY FOR YOU』の単行本最終巻（第6巻）に収録するために読み切り作品として執筆され、『別冊マーガレット』2005年9月号に掲載された。その後、『CRAZY FOR YOU』の次作の連載に際し椎名が充分な構想を得られなかったため、同誌の2006年1月号から同名作品として連載化された。その読みきりは『CRAZY FOR YOU』単行本最終巻には収録されず、代わりに『デラックスマーガレット』2002年9月号に掲載された『ナンバー9』が収録された。2009年3月号から椎名の出産により休載となり、同年10月号から連載が再開された。2017年12月号で連載終了したのち、『君に届け 番外編〜運命の人〜』が『別冊マーガレット』2018年5月号より2022年6月号まで不定期連載された。2023年4月時点でシリーズ累計部数は3600万部を突破している。
メディアミックスとして、2009年10月から2010年3月までテレビアニメ第1期が、2011年1月から3月まで第2期がそれぞれ日本テレビほかにて放送された。2024年には第3期がNetflixにて配信された。また、2010年、『別冊マーガレット』2月号誌上にて実写映画化が発表され、同年9月に公開された。この他、ニンテンドーDSでゲーム化もされている。

## あらすじ
舞台は北海道。北幌高校に入学した黒沼爽子は性格は良いが、見た目が暗く、長い黒髪のせいで周囲からは「貞子」と呼ばれて恐れられ、クラスに全く馴染めないでいた。しかし、自身とは対照的な、爽やかで、学年で男女問わず人気者で、噂を全く気にしないクラスメイトの風早翔太と親しくなった事をきっかけに、友情・恋愛・進路などを通して爽子は成長していく。そんな爽子を中心とした登場人物それぞれの高校生活3年間の青春模様を描く。

## 登場人物
声の項はテレビアニメ版の担当声優。演の項は特記のない場合、映画版の担当俳優 / 配信ドラマ版の担当俳優。

### メインキャラクター
黒沼 爽子（くろぬま さわこ）
声 - 能登麻美子、演 - 多部未華子 / 南沙良
誕生日は12月31日。血液型O型。
本作の主人公。高校1年生→2年生→3年生。
小学生時代に同級生から間違えて「貞子」と呼ばれて以来、真っ黒な長髪と青白い肌という陰気な容姿からそのあだ名が定着しており、霊感があるなどの根拠の無い噂で周囲から恐れられる。しかし内面は超がつくほど純粋な性格で、前向きかつ努力家。人の役に立てる事を喜びとし、些細な事でも人に感謝し、感動する。
他人の気持ちや言動を勘違いしたり解釈を誤ったりすることが多々あるが、一方で皮肉や嫌味を理解できずに結果的に苦痛を感じないこともあるなど「知らぬが仏」的に助かっているという幸運な一面もある。
本人は常に人と明るく接しようと努力するものの、意識的に笑おうとすると顔が強張ってしまい、当初はなかなかクラスに馴染めなかった。しかし、風早との出会いをきっかけに周りと徐々に打ち解け、自然な笑みを見せるようになり、本来の性格も周りに浸透し、3年生になる頃にはクラスの一員として馴染む。
風早とは入学式の日、道案内をした事で出会い、やがてそれが初めての恋である事を自覚した。様々な紆余曲折を経て2年生の学校祭で互いに告白し、恋人同士となる。
進路を考える時期になり「教師になりたい」と思い始め、悩んだ末に地元を離れ札幌の教育大を受験する事を決める。
風早とは非常に強い絆で結ばれており、18歳の誕生日には彼から指輪を貰い将来を約束する。
連載本編は4年後の大学卒業と同時に地元に帰って来たと思われる爽子が、風早と初めて出会った場所で彼と抱き合う場面で完結している。
座右の銘は「一日一善」。
風早 翔太（かぜはや しょうた）
声 - 浪川大輔、演 - 三浦春馬 / 鈴鹿央士
誕生日は5月15日。血液型O型。
爽子のクラスメイトで彼氏。
爽やか・気さくな人柄で男女を問わず人気者。しかし自分では爽やかとは思っておらず、こと爽子に関しては強い独占欲を持つ。曲がった事を嫌う真面目な性格で、父親譲りの頑固さを持ち、融通が利かず、自分にも他人にも厳しい。周囲からは「平等」と称されるが、身近の極限られた人物以外とは一定の距離を置いているためでもある。そんな中、爽子だけは最初からずっと特別な存在であったと語る程、爽子への想いは強い。爽子に劣らずのウブでもある。
千鶴、龍とは同じ小・中学校の出身。実家はスポーツ用品店で自身もよく手伝いをしている。父親は少年野球チームの監督をしており、自身も龍と共に所属していた。中学では野球部だったが、母親が病気がちであるためいつでも家を手伝えるようにという考えと、父親への反発心から、高校では部活に所属していない。
入学式の日に爽子の笑顔を見た時にほぼ一目惚れの感情を抱き、いつしかその想いが初恋である事を自覚し、振り向いてもらおうと努力するもなかなかうまくいかずにいた。2年生の学校祭で大勢の前で告白してからは、もう変な噂や誤解が無いようにと周囲に自分たちの関係をはっきりと告げ、学校公認のカップルとなる。
父親とは若干の確執があり、いつも自分を一人前として認めさせようとムキになっている。実家の店を継ぐ事を最初は反対されたが、自分のしたい事を改めてよく考え、店の仕事と同時にスポーツトレーナーとして高校野球に関わる仕事もしたいと、地元の大学のスポーツ科学学科を受験する事を決め、同時に父親とも解かり合った。
座右の銘は「真実一路」。
矢野 あやね（やの あやね）
声 - 沢城みゆき、演 - 夏菜 / 久間田琳加
誕生日は3月3日。血液型AB型。
爽子のクラスメイトであり、親友。
愛称は「やのちん」。耳にピアスを付けたギャル風の女の子。しかし見た目とは違って礼儀正しく、人見知りな一面もある。他人の感情の機微に敏感。
最初は周囲と同じく爽子の事を恐れていたが、1年時の夏に爽子に話掛けられて以降は仲良くなり、やがて親友となる。
男女交際の経験は多いが、実際は本当に恋をした事がなく、そんな自分を卑下していた。そんな中、2年生の修学旅行以降ケントからアプローチされ戸惑うが、彼の真剣な態度に心動かされ、付き合い始める。
しかし結局はケントを好きになる事は出来ず、更に、いつも無難な道を選び、これまで何事にも全力で挑んでこなかった自分を変えたいという思いから1人で東京の大学に行く事を決意し、ケントに別れを告げる。
その後、いつも自分を導いてくれていたピンへの初恋を自覚し、大学合格が決まったバレンタインの日に告白するが振られる。
座右の銘は「眉目秀麗」。
吉田 千鶴（よしだ ちづる）
声 - 三瓶由布子、演 - 蓮佛美沙子 / 中村里帆
誕生日は6月1日。血液型A型。
爽子のクラスメイトであり、親友。
愛称は「ちづ」。義理と人情に厚く、爽子以上に涙脆い感動屋。熱血型でケンカが強い。思った事をすぐ口にしてしまう。非常に鈍感で周囲の感情の機微にほとんど気付かず、話について行けないことがしばしばある。ラーメンが大好きで、進路調査の第一希望にラーメンと書くほど。中でも龍の父親の経営する「徹龍軒」が一番好きで、同店でバイトもしている。
爽子の事は多分にもれず恐れていたが、程なく仲良くなり親友となる。
幼少期から龍に好意を寄せられていたが全く気付かず、龍の兄・徹に恋をしていた。しかし、千鶴が1年生の時に徹が結婚したため、その恋も終わりを告げる。
修学旅行にて龍から告白され断るが、その後、自分の気持ちが分からず戸惑う。やがて龍への恋愛感情を自覚し、自身の18歳の誕生日に告白した。高校卒業後は徹龍軒で働き、龍が帰って来たら一緒に店をやろうと約束する。
座右の銘は「腹八分目」。
真田 龍（さなだ りゅう）
声 - 中村悠一、宮本侑芽（幼少期）、演 - 青山ハル / 櫻井海音
誕生日は12月2日。血液型B型。
爽子のクラスメイト。千鶴の幼馴染で風早の親友。
寡黙で、千鶴曰く寝てるか食べてるか野球してるか。本人曰く長所は気の長いところ。感情表現が乏しく、周囲からは分かりづらいと評される事が多い。また他人の名前を覚えるのを非常に苦手としている。
野球部所属で、1年生の頃からレギュラーで4番打者であり、ポジションはキャッチャー。
兄弟同然に育ってきた千鶴に幼い頃から好意を抱いており、登場人物内で唯一彼女のことを「千鶴」と呼ぶ。彼女が自分を恋愛対象として見ていない事は分かっていたが、その「兄弟」「幼馴染み」の関係から一歩を踏み出したいと思い修学旅行中に千鶴に想いを告げた。
3年生で野球部主将となり、本格的に練習に熱を入れ甲子園を目指すが予選準決勝で敗退。その後スポーツ推薦で札幌の大学に行く事が決まる。帰って来たら千鶴と家族になろうと約束する。
座右の銘は「不言実行」。
胡桃沢 梅（くるみざわ うめ）
声 - 平野綾、演 - 桐谷美玲 / 香音
誕生日は9月16日。血液型AB型。
爽子とは別のクラスの生徒。
長い栗色のフワフワ髪と大きな瞳が印象的な美少女。男子に人気がある。愛称は「くるみ」。梅という名前にはコンプレックスを持っている。普段は猫をかぶっているが、実際は非常に計算高く腹黒い性格。だが悪者になりきれない素直で純粋な性格でもある。
風早・千鶴・龍とは同じ中学校の出身。風早に中学時代から好意を寄せていた。
1年生時、爽子が風早から離れるよう仕向けるが失敗に終わり、爽子の言葉をきっかけに振られる結果を分かりつつも風早に告白した。その後、長らく続けていた猫かぶりをやめ、本来の自分を出して生活するようになる。
将来の夢は爽子と同じく高校の教師で、同じく札幌のD教育大を志望する。3年生になり爽子と2人で一緒に勉強を始め、やがて親友と呼べる間柄になる。
連載終了後の番外編「運命の人‐前篇、後編‐」では、彼女がメインで描かれている。
高校卒業後、爽子と共の大学生活で若干異常なほど彼女に依存しており、そんな中、爽子のいとこである赤星栄治と出会い、面倒くさい性格であるくるみを受け入れてくれるという彼と付き合う事となる。
座右の銘は「用意周到」。
三浦 健人（みうら けんと）
声 - 宮野真守、演 - 鈴木仁（配信ドラマ）
誕生日は2月6日。血液型A型。
2年生からの爽子のクラスメイト。
愛称は「ケント」。趣味や特技は「女の子の世話」で、軽薄な雰囲気で女友達が多い。また、自称博愛主義で正直者である。
2年生時、爽子に興味を持ち善意でアドバイスを与えたつもりだったが、結果的に風早との仲をこじれさせる事となった。
爽子からは「師匠」と呼ばれており、本人も気に入っている。
当初は爽子にほのかな想いを抱いていたが風早との絆を知り身を引き、その後はあやねの不器用な面を知るとともに彼女に惹かれ、真剣に想いを告げ、付き合い始めた。
しかし、3年生時にあやねから別れを告げられショックを受けるも、彼女が本音を見せてくれただけでも自分のいた意味はあったと別れを受け入れる。
その後、札幌の大学に推薦合格し、インテリアの勉強をする事を決める。
座右の銘は「博愛精神」。
荒井 一市（あらい かずいち）
声 - 小野友樹、演 - ARATA / 三浦翔平
誕生日は7月25日。血液型B型。
北幌高校の教師。担当学科は体育。野球部監督。独身。初めは爽子たちのクラスの副担任だったが、1年生2学期の終業式で荒井善担任が退職し、持ち上がりで担任となった。2年生時・3年生時も爽子らの担任を務める。
愛称は「ピン」。風早の父が監督を務める少年野球チームの出身で、風早・龍・千鶴の事は彼らが幼い頃から知っている。北幌高校野球部の出身で、プロ野球球団から指名されるほどの選手であったが、高校野球がやりたいという理由で教師になった（地域的に教師が監督を務める傾向である）。
本人は自覚していないが霊感がある。
自信家で、教育者らしからぬ破天荒な言動が目立つ一方、恋愛や進路についてなど悩む生徒に対して的確な助言をする頼もしい面もある。
特にあやねに関しては何かと接する事や相談に乗る機会が多かった。卒業式間近に彼女に告白されるが断り、あやねの未来に向けて背中を押した。
座右の銘は「唯我独尊」。

### 家族関係
黒沼 喜多男（くろぬま きたお）
声 - 松山鷹志、演 - 勝村政信 / 平山浩行
爽子の父。公務員。爽子を溺愛しており、爽子の周囲が賑やかになっていく事を嬉しくも寂しくも思っている。彼氏である風早の事は渋々ながらも認めている。
黒沼 陽子（くろぬま ようこ）
声 - 稀代桜子、演 - 富田靖子（特別出演） / 戸田菜穂
爽子の母。専業主婦。恋愛話が大好きなお茶目な性格。勘が鋭く、いつも爽子の背中を優しく押す。
風早 勝一郎（かぜはや しょういちろう）
声 - 二又一成、演 - 杉本哲太（配信ドラマ）
風早翔太の父。スポーツ用品店「ウインドスポーツ」を経営しつつ、少年野球チームの監督をしている。あだ名は「ゲキレツ」。非常に厳格で、周囲から畏れられている。長男である翔太を特に厳しくしつけ、喧嘩が絶えないが、本音では彼の事を大事に思っている。
風早 時枝
声 - 冨永みーな、演 - 馬渕英里何（配信ドラマ）
風早翔太の母。夫・勝一郎と共に店を経営している。明るく大らかな性格。病気を持っており時々入院しがちである。爽子のおかげで、翔太が勝一郎とちゃんと話をするようになるなど、いい方向に変わったと感じており、爽子に感謝している。
風早 透太（かぜはや とうた）
声 - 宮川美保（配信ドラマ）
風早翔太の弟で次男。愛称は「とた」。勝一郎が監督を務める少年野球チームに所属している。子供らしい生意気な言動が多い。
ペドロ・マルチネス
風早家の愛犬。
河原に捨てられていたのを爽子と風早に発見され、風早に引き取られる。
その後風早が爽子に名前をつけてもらおうとしたところ、その場に居合せたピンが大リーグの名投手ペドロ・マルティネスにちなんで勝手に命名し、爽子が気に入ったためにその名前になる。
登場人物によって呼び方が異なる（爽子は「マルちゃん」、風早は「マル」、龍は「ペドロ」、風早の父は「マルチネス」）。
真田 徹（さなだ とおる）
声 - 羽多野渉、宮川美保（幼少期）、演 - 山口龍人 / 犬飼貴丈
龍の8歳年上の兄で、札幌在住。千鶴の初恋の相手であり、はるかと結婚した。千鶴のことを実の妹のように思っており、彼女のことを「ちー」と呼ぶ。ピンの後輩にあたり、千鶴の兄とは同級生である。
真田 はるか（さなだ はるか）
声 - 半場友恵、演 - 吉田桂子（映画）
徹の妻。旧姓は「片山」。徹との間に2児の子供を儲ける。
真田 哲子（さなだ てつこ）
声 - 本田貴子
龍と徹の母。千鶴のことも娘のように可愛がっていた。龍が小学3年生の時に、自身が運転する車が雪のためスリップして電柱に衝突、事故死した。おにぎりを作るのがうまく、龍と千鶴の好物だった。
真田 源次（さなだ げんじ）
声 - 内田直哉、演 - 安井順平（配信ドラマ）
龍と徹の父。ラーメン屋「徹龍軒」を経営しており、龍や千鶴もよく手伝っている。
吉田 千明（よしだ ちあき）
声 - 大本眞基子
千鶴の母。龍の母・哲子とは仲が良く、「てっちゃん」と呼んで、家族ぐるみで親しくしていた。
赤星 栄治（あかほし えいじ）
爽子の父方のいとこ。作者の前作『CRAZY FOR YOU』の登場人物。連載本編での登場は爽子の僅かな回想のみで、『君に届け FAN BOOK』に収録の番外編と、連載終了後の番外編にて本格的に登場。
爽子より2歳上の大学生。札幌在住。
爽子の友人であるくるみの事を気に入り、自分との交際を提言する。

### 北幌高校関係者
荒井 善行（あらい よしゆき）
声 - 鈴木琢磨
北幌高校の教師。愛称は「善（ぜん）」。ピンと苗字が一緒だが赤の他人。爽子のクラスの担任だったが、妻の実家の酒屋を継ぐこととなり、1年生2学期の終業式で退職した。
遠藤 朋美（えんどう ともみ）
声 - 宮川美保、演 - 松山愛里（映画）
爽子のクラスメイト。愛称は「トモ」。入学してからしばらくの間は爽子のことを恐れていたが、爽子との日誌作りをきっかけに爽子の性格を知り仲良くなる。
平野 依里子（ひらの えりこ）
声 - 牧口真幸、演 - 近野成美（映画）
爽子のクラスメイト。愛称は「えっこ」。普段は遠藤と一緒に行動している。遠藤と同じく爽子と仲良くなる。
高橋 千草（たかはし ちぐさ）
声 - ゆりん
爽子の1年生のときのクラスメイト。学校内の色恋沙汰を追いかけるのが趣味で、爽子と風早の事もよく観察している。
当初は姓のみしか判明していなかったが、アニメ版にて用いられた名前が原作でも使われるようになった。
城ノ内 宗一（じょうのうち そういち）
声 - 山中真尋、演 - 金井勇太 / 鈴木康介
爽子のクラスメイト。愛称は「ジョー」（「あしたのジョー」から）。バカで場の雰囲気を察する事ができない。お調子者で、流されやすい性格である。いろんな人を好きになって全員に振られる、または避けられる。教室ではよく風早や龍らと行動を共にしている。
詩乃（しの）
声 - 沖佳苗
爽子と小学校・中学校が同じの幼馴染。爽子と特に仲が良いわけではないが、小学生の時に爽子のことを間違えて「貞子」と呼んでしまったのをきっかけに、周りの人が爽子のことを「貞子」だと勘違いするようになったために、罪悪感から爽子に友達ができるまでは爽子に声をかけていた。
茂木（もぎ）
声 - 森田了介
爽子とは別のクラスの生徒。修学旅行前にあやねに交際を申し込み、付き合い始めるが、性的な行為が目当てである事を本人に知られ、振られる。その事をケントに笑いながら話したため、彼に殴られた。

## 書誌情報

### 漫画
- 椎名軽穂『君に届け』 集英社 〈マーガレットコミックス〉、全30巻
  1. 2006年5月25日発売[集 1]、ISBN 4-08-846061-8
  2. 2006年9月25日発売[集 2]、ISBN 4-08-846094-4
  3. 2007年1月25日発売[集 3]、ISBN 978-4-08-846134-2
  4. 2007年5月25日発売[集 4]、ISBN 978-4-08-846174-8
  5. 2007年11月22日発売[集 5]、ISBN 978-4-08-846237-0
  6. 2008年3月25日発売[集 6]、ISBN 978-4-08-846278-3
  7. 2008年7月25日発売[集 7]、ISBN 978-4-08-846313-1
  8. 2008年11月25日発売[集 8]、ISBN 978-4-08-846356-8
  9. 2009年9月11日発売[集 9]、ISBN 978-4-08-846440-4
  10. 2010年1月13日発売[集 10]、ISBN 978-4-08-846481-7
  11. 2010年6月11日発売[集 11][17]、ISBN 978-4-08-846539-5
    - アニメDVD付限定版[集 12]、ISBN 978-4-08-908119-8

  12. 2010年9月24日発売[注 3][集 13]、ISBN 978-4-08-846568-5
  13. 2011年3月11日発売[集 14]、ISBN 978-4-08-846635-4
  14. 2011年9月13日発売[集 15][18]、ISBN 978-4-08-846695-8
  15. 2012年1月25日発売[集 16]、[18] - 2012年1月号、ISBN 978-4-08-846738-2
  16. 2012年5月11日発売[集 17]、ISBN 978-4-08-846772-6
  17. 2012年9月25日発売[集 18]、ISBN 978-4-08-846829-7
  18. 2013年1月25日発売[集 19]、ISBN 978-4-08-846881-5
  19. 2013年6月25日発売[集 20]、ISBN 978-4-08-845059-9
  20. 2013年10月25日発売[集 21]、ISBN 978-4-08-845114-5
  21. 2014年3月25日発売[集 22]、ISBN 978-4-08-845181-7
  22. 2014年9月12日発売[集 23]、ISBN 978-4-08-845261-6
  23. 2015年1月23日発売[集 24]、ISBN 978-4-08-845331-6
  24. 2015年7月24日発売[集 25]、ISBN 978-4-08-845418-4
  25. 2015年12月25日発売[集 26]、ISBN 978-4-08-845498-6
  26. 2016年5月25日発売[集 27]、ISBN 978-4-08-845576-1
  27. 2016年9月23日発売[集 28]、ISBN 978-4-08-845636-2
  28. 2017年2月24日発売[集 29]、ISBN 978-4-08-845718-5
  29. 2017年7月25日発売[集 30]、ISBN 978-4-08-845788-8
  30. 2018年3月23日発売[集 31]、ISBN 978-4-08-844007-1
    - 完結記念特装版[集 32]、ISBN 978-4-08-844019-4
- 椎名軽穂 『君に届け 番外編〜運命の人〜』 集英社 〈マーガレットコミックス〉、全3巻
  1. 2019年9月25日発売[集 33]、ISBN 978-4-08-844248-8
  2. 2021年7月21日発売[集 34]、ISBN 978-4-08-844506-9
  3. 2022年7月25日発売[集 35][19]、ISBN 978-4-08-844668-4

### 小説
- 原作：椎名軽穂、著者：下川香苗 『君に届け』シリーズ 集英社 〈コバルト文庫〉、全16巻。1 - 4の早い版は表紙および背表紙に1 - 4の番号が入っていない。後刷版から1 - 4の数字が入る。5以降は最初から入っている[注 4]。ここでは便宜上全て番号を振った。原作者の監修がないため、設定や登場人物の性格など原作の展開との齟齬が広がる[注 5]。[独自研究?]
  1. 『君に届け1[注 6]』2007年8月1日発売[集 36]、ISBN 978-4-08-601059-7
  2. 『君に届け2 〜恋に気づくとき〜[注 7]』2007年11月1日発売[集 37]、ISBN 978-4-08-601096-2
  3. 『君に届け3 〜それぞれの片思い〜[注 8]』2008年4月25日発売[集 38]、ISBN 978-4-08-601165-5
  4. 『君に届け4 〜好きと言えなくて〜[注 9]』2008年11月28日発売[集 39]、ISBN 978-4-08-601242-3
  5. 『君に届け5 〜すれちがう心〜[注 10]』2009年10月2日発売[集 40]、ISBN 978-4-08-601342-0
  6. 『君に届け6 〜告白をもういちど〜[注 11]』2010年1月29日発売[集 41]、ISBN 978-4-08-601381-9
  7. 『君に届け7 〜あたらしい日々〜[注 12]』2010年7月1日発売[集 42]、ISBN 978-4-08-601424-3
  8. 『君に届け8 〜ふたりだけの時間〜[注 13]』2010年10月30日発売[集 43]、ISBN 978-4-08-601461-8
  9. 『君に届け9 〜いつもと違う夏〜[注 14]』2011年4月1日発売[集 44]、ISBN 978-4-08-601519-6
  10. 『君に届け10 〜こころをゆらす旅〜[注 15]』2011年9月30日発売[集 45]、ISBN 978-4-08-601573-8
  11. 『君に届け11 〜ためらいの理由〜[注 16]』2012年3月1日発売[集 46]、ISBN 978-4-08-601619-3
  12. 『君に届け12 〜つないだ手のゆくえ〜[注 17]』2012年6月30日発売[集 47]、ISBN 978-4-08-601654-4
  13. 『君に届け13 〜クリスマスをいっしょに〜』2013年6月29日発売[集 48]、ISBN 978-4-08-601741-1
  14. 『君に届け14 〜自分のまん中にあるもの〜』2014年4月1日発売[集 49]、ISBN 978-4-08-601801-2
  15. 『君に届け15 〜二度めのバレンタイン〜』2015年1月30日発売[集 50]、ISBN 978-4-08-601849-4
  16. 『君に届け16 〜夢と恋のはざまで〜』2015年12月25日発売[集 51]、ISBN 978-4-08-601887-6
- 原作:椎名軽穂、著者:下川香苗 『君に届け』 〜明日になれば〜[注 18] 小説オリジナルストーリー （集英社）、全1巻
  1. 2009年9月11日発売[集 52]、ISBN 978-4-08-780538-3
- 原作/絵:椎名軽穂、著者:白井かなこ 『君に届け』シリーズ 〈集英社みらい文庫〉、全13巻
  1. 「はじめての気持ち」2011年3月1日発売[集 53]、ISBN 978-4-08-321003-7
  2. 「とくべつな気持ち」2011年4月5日発売[集 54]、ISBN 978-4-08-321012-9
  3. 「せつない気持ち」2011年7月5日発売[集 55]、ISBN 978-4-08-321028-0
  4. 「つたえたい気持ち」2011年10月5日発売[集 56]、ISBN 978-4-08-321046-4
  5. 「すれちがう気持ち」2012年2月3日発売[集 57]、ISBN 978-4-08-321069-3
  6. 「つながる気持ち」2012年5月2日発売[集 58]、ISBN 978-4-08-321089-1
  7. 「ちかづく気持ち」2012年10月5日発売[集 59]、ISBN 978-4-08-321115-7
  8. 「それぞれの気持ち」2013年1月4日発売[集 60]、ISBN 978-4-08-321133-1
  9. 「とまどう気持ち」2013年5月2日発売[集 61]、ISBN 978-4-08-321151-5
  10. 「たいせつな気持ち」2013年9月5日発売[集 62]、ISBN 978-4-08-321170-6
  11. 「みつめる気持ち」2014年5月2日発売[集 63]、ISBN 978-4-08-321210-9
  12. 「ざわめく気持ち」2014年10月3日発売[集 64]、ISBN 978-4-08-321234-5
  13. 「ほんとうの気持ち」2015年6月5日発売[集 65]、ISBN 978-4-08-321264-2

### 関連書籍
- 『君に届け FANBOOK』2010年6月11日発売[集 66][17]、ISBN 978-4-08-846540-1
- 『映画「君に届け」OFFICIAL BOOK』著：映画『君に届け』製作委員会、編集：セブンティーン編集部、2010年9月1日発売、『Seventeen』 2010年10月号増刊
- 『君に届け 映画化スペシャル』2010年9月27日発売、〈SHUEISHA Girls Remix〉、ISBN 978-4-081-13072-6
- 『アニメ「君に届け」GUIDEBOOK』2010年12月24日発売、〈マーガレットレインボーコミックス〉、集英社クリエイティブ、ISBN 978-4-420-11246-8
- 『東日本大震災チャリティー漫画本 PARTY! SORA[注 19][20]』2011年8月5日発売[21]、メディアパル、ISBN 978-4-89610-202-4
  - 君に届け Ryu-side[22]（描きおろし）
- 『君に届け イラストレーションズ high school days』2018年3月23日発売[23]、集英社、ISBN 978-4-08-792027-7

## アニメ
第1期は2009年10月から2010年3月まで、日本テレビほかにて放送された。エピソードは原作7巻における1年目の年越しまでを描く。日本テレビでは実写映画が公開された2010年10月より2話連続で再放送を行った（総集編にあたるepisode.16を除く）。
第2期『君に届け 2ND SEASON』は、2011年1月から3月まで放送された。バレンタインから始まる爽子と風早のすれ違いから文化祭後に二人が交際を始めるまで（原作7巻から10巻）のエピソードを描く。東日本大震災直後の2011年3月16日は予定を変更しepisode.0の再放送を行なった。このため3月30日は2話連続での放送となった。
第3期『君に届け 3RD SEASON』は2024年8月1日よりWebアニメとしてNetflixにて世界独占配信された。

### スタッフ（アニメ）
|                               | 第1期                                | 第2期                                | 第3期                       |
| ----------------------------- | ------------------------------------ | ------------------------------------ | --------------------------- |
| 原作                          | 椎名軽穂                             | 椎名軽穂                             | 椎名軽穂                    |
| 監督                          | 鏑木ひろ                             | 鏑木ひろ                             | 松澤建一                    |
| 副監督                        | 長沼範裕                             | 長沼範裕                             | N/A                         |
| シリーズ構成                  | 金春智子                             | 金春智子                             | 金春智子                    |
| キャラクターデザイン          | 柴田由香                             | 柴田由香                             | 柴田由香                    |
| キャラクターデザイン          | N/A                                  | N/A                                  | 太田恵子                    |
| 総作画監督                    | 柴田由香                             | 柴田由香                             | 大道寺美穂、長屋侑利子      |
| 美術設定                      | N/A                                  | N/A                                  | 金平和茂                    |
| 小物設定                      | 佐藤仁実                             | 佐藤仁実                             | 奥谷花奈、量山祐衣 山戸菜摘 |
| 小物設定                      | N/A                                  | 長谷川ひとみ                         | 奥谷花奈、量山祐衣 山戸菜摘 |
| メインアニメーター            | N/A                                  | N/A                                  | 入江健司                    |
| 色彩設計                      | 広瀬いづみ                           | 広瀬いづみ                           | 上野詠美子                  |
| 色彩設計                      | N/A                                  | 佐藤真由美                           | 上野詠美子                  |
| 美術監督                      | 竹田悠介                             | 竹田悠介                             | 竹田悠介                    |
| 美術監督                      | N/A                                  | 岡本春美                             | N/A                         |
| 撮影監督                      | 田中宏侍                             | 田中宏侍                             | 田中宏侍                    |
| CG監督                        | N/A                                  | N/A                                  | 住野仁美                    |
| 編集                          | 今井大介                             | 今井大介                             | 今井大介                    |
| 音響監督                      | 山田知明                             | 山田知明                             | 山田知明                    |
| 音響制作                      | N/A                                  | N/A                                  | サウンドチーム・ドンファン  |
| 音楽                          | S.E.N.S. Project                     | S.E.N.S. Project                     | S.E.N.S. Project            |
| 音楽プロデューサー            | 千石一成、植木裕司                   | 山田慎也、渡邊博、森川愛             | 北原京子                    |
| プロデューサー                | 中谷敏夫、興野裕之、田村学、和田丈嗣 | 中谷敏夫、興野裕之、田村学、和田丈嗣 | 清水紀衣                    |
| アニメーション プロデューサー | 中武哲也                             | 中武哲也                             | 磯部真彩                    |
| 制作                          | Production I.G                       | Production I.G                       | Production I.G              |
| 製作著作                      | 「君に届け」 製作委員会              | 「君に届け 2ND SEASON」 製作委員会   | 集英社、Production I.G      |

### 主題歌
「きみにとどけ」
タニザワトモフミによる第1期オープニングテーマ。
「片想い」
Charaによる第1期エンディングテーマ。
「爽風」
タニザワトモフミによる第2期オープニングテーマ。
「君に届け...」
MAY'Sによる第2期エンディングテーマ。
「エトセトラ」
imaseによる第3期オープニングテーマ。
「ファースト・ソング 君に届け!」 / 「夏の音」 / 「Everything Is but a  Passing Point」 / 「Second Dance」 / 「ケ・セラ・セラ」
伊藤ゴロー作曲による第3期エンディングテーマ。
「Quiet and Clouds」 / 「Innocent Sea」
伊藤ゴロー作曲による劇中曲。

### 各話リスト
| 話数       | サブタイトル                   | 脚本                         | 絵コンテ             | 演出                                 | 作画監督                                                                               | 放送日 配信日  |
| 第1期      | 第1期                          | 第1期                        | 第1期                | 第1期                                | 第1期                                                                                  | 第1期          |
| ---------- | ------------------------------ | ---------------------------- | -------------------- | ------------------------------------ | -------------------------------------------------------------------------------------- | -------------- |
| episode.1  | プロローグ                     | 金春智子                     | 鏑木ひろ             | 鏑木ひろ                             | 柴田由香                                                                               | 2009年 10月7日 |
| episode.2  | 席替え                         | 池田眞美子                   | 長沼範裕             | 長沼範裕                             | 佐藤仁実                                                                               | 10月14日       |
| episode.3  | 放課後                         | 金春智子                     | 雲井一夢             | そ〜とめこういちろう                 | 吉田咲子                                                                               | 10月21日       |
| episode.4  | 噂                             | 金春智子                     | 鏑木ひろ             | 矢野雄一郎                           | 末永宏一                                                                               | 10月28日       |
| episode.5  | 決意                           | 金春智子                     | 中村章子             | 中村章子                             | 西位輝実                                                                               | 11月4日        |
| episode.6  | 友達                           | 金春智子                     | 古橋一浩             | 出合小都美                           | 井川麗奈                                                                               | 11月11日       |
| episode.7  | 土曜の夜                       | 池田眞美子                   | 佐藤雄助             | 高柳佳幸                             | 長谷川ひとみ                                                                           | 11月18日       |
| episode.8  | 自主練                         | 金春智子                     | 矢萩利幸             | 江崎慎平                             | 矢萩利幸                                                                               | 11月25日       |
| episode.9  | 新しい友達                     | 金春智子                     | そ〜とめこういちろう | そ〜とめこういちろう                 | 吉田咲子、森田史 長谷川ひとみ・黒柳トシマサ（原画）                                    | 12月2日        |
| episode.10 | 協力                           | 池田眞美子                   | 矢野雄一郎           | 矢野雄一郎                           | 末永宏一                                                                               | 12月9日        |
| episode.11 | とくべつ?                      | 金春智子                     | 田頭しのぶ           | 萩原弘光                             | 萩原弘光 石川真理子（原画）                                                            | 12月16日       |
| episode.12 | 恋愛感情                       | 金春智子                     | 塩谷直義             | 初見浩一                             | 佐藤仁実                                                                               | 12月23日       |
| episode.13 | 恋                             | 金春智子                     | 矢萩利幸             | 堀剛史                               | 堀剛史                                                                                 | 2010年 1月6日  |
| episode.14 | くるみ                         | 金春智子                     | 鏑木ひろ             | 濁川敦                               | 井川麗奈                                                                               | 1月13日        |
| episode.15 | ライバル                       | 金春智子                     | 中村章子             | 中村章子                             | 西位輝実                                                                               | 1月20日        |
| episode.16 | 夜噺（総集編）                 | 金春智子 池田眞美子 鏑木ひろ | 鏑木ひろ             | 鏑木ひろ                             | 千葉崇明                                                                               | 1月27日        |
| episode.17 | 休日                           | 池田眞美子                   | 矢野雄一郎           | 矢野雄一郎                           | 末永宏一                                                                               | 2月3日         |
| episode.18 | 千鶴の恋                       | 金春智子                     | 佐藤雄助             | 江崎慎平                             | 矢萩利幸                                                                               | 2月10日        |
| episode.19 | 夢                             | 金春智子                     | 小松田大全           | 高柳佳幸                             | 黒柳トシマサ                                                                           | 2月17日        |
| episode.20 | プレゼント                     | 金春智子                     | 長沼範裕             | 長沼範裕                             | 浅野恭司                                                                               | 2月24日        |
| episode.21 | 初雪                           | 金春智子                     | 出合小都美           | 出合小都美                           | 井川麗奈                                                                               | 3月3日         |
| episode.22 | クリスマス                     | 金春智子                     | 長濱博史             | 黒柳トシマサ                         | 佐藤仁実 長谷川ひとみ                                                                  | 3月10日        |
| episode.23 | ふたり                         | 金春智子                     | 矢野雄一郎           | 矢野雄一郎                           | 末永宏一                                                                               | 3月17日        |
| episode.24 | 誕生日                         | 金春智子                     | 中村章子             | 江崎慎平 長沼範裕                    | 矢萩利幸、浅野恭司                                                                     | 3月24日        |
| episode.25 | 新年                           | 金春智子                     | 鏑木ひろ             | 鏑木ひろ                             | 柴田由香                                                                               | 3月31日        |
| 第2期      |                                |                              |                      |                                      |                                                                                        |                |
| episode.0  | 片想い（第1期総集編）          | 金春智子 鏑木ひろ 長沼範裕   | 長沼範裕             | 長沼範裕                             | 浅野恭司                                                                               | 2011年 1月5日  |
| episode.1  | バレンタイン                   | 金春智子                     | 鏑木ひろ             | 鏑木ひろ                             | 柴田由香                                                                               | 1月12日        |
| episode.2  | 2年生                          | 鏑木ひろ                     | 山本秀世             | 江崎慎平                             | 長谷川ひとみ                                                                           | 1月19日        |
| episode.3  | 忘れて                         | 金春智子                     | 出合小都美           | 内山まな                             | 薄谷栄之                                                                               | 1月26日        |
| episode.4  | わかってない                   | 金春智子                     | 長崎健司             | 宇井良和                             | 井川麗奈                                                                               | 2月2日         |
| episode.5  | すきな人                       | 金春智子                     | 長沼範裕             | 長沼範裕                             | 浅野恭司                                                                               | 2月9日         |
| episode.6  | 好意と迷惑                     | 金春智子                     | 藤森カズマ           | 米林拓                               | 萩原弘光                                                                               | 2月16日        |
| episode.7  | あきらめちまえよ               | 金春智子                     | 坂本沙織             | 今井一暁                             | 薄谷栄之                                                                               | 2月23日        |
| episode.8  | 届け                           | 金春智子                     | 古橋一浩             | 江崎慎平                             | 京極義昭、イシイサトシ、森田史                                                         | 3月2日         |
| episode.9  | 告白                           | 金春智子                     | 出合小都美           | 出合小都美                           | 井川麗奈                                                                               | 3月9日         |
| episode.10 | ここから                       | 金春智子                     | 松本正二             | 矢萩利幸                             | 長谷川ひとみ                                                                           | 3月23日        |
| episode.11 | 祭りのあと                     | 金春智子                     | 長沼範裕             | 長沼範裕                             | 萩原弘光、幸田直子、浅野恭司                                                           | 3月30日        |
| episode.12 | 大事な人                       | 金春智子                     | 鏑木ひろ             | 鏑木ひろ                             | 柴田由香                                                                               | 3月30日        |
| 第3期      |                                |                              |                      |                                      |                                                                                        |                |
| EPISODE.1  | 嫌いになんてなるわけがないんだ | 金春智子                     | 松澤建一             | (A) 松澤建一                         | (A) 長屋侑利子、日向正樹、藤巻廉 山本径子、入江健司、石井明治                          | 2024年 8月1日  |
| EPISODE.1  | 嫌いになんてなるわけがないんだ | 金春智子                     | 松澤建一             | (B) 阿部将光                         | (B) 大導寺美穂、入江健司、菊地洋子 蘇武裕子、永島明子、山本真理子                      | 2024年 8月1日  |
| EPISODE.2  | 修学旅行                       | 横手美智子                   | 小笠原一馬           | 小笠原一馬                           | (A) 長屋侑利子、石井明治 日向正樹、入江健司                                            | 2024年 8月1日  |
| EPISODE.2  | 修学旅行                       | 横手美智子                   | 植田実               | 植田実                               | (B) 大導寺美穂、藤巻廉、菊地洋子 山本径子、蘇武裕子、山本真理子                        | 2024年 8月1日  |
| EPISODE.3  | 彼氏と彼女                     | 金春智子                     | 川崎逸朗             | (A) BAKKKA、河原龍太                 | (A) 石井明治、日向正樹、入江健司                                                       | 2024年 8月1日  |
| EPISODE.3  | 彼氏と彼女                     | 金春智子                     | 川崎逸朗             | (B) 小笠原一馬                       | (B) 山本径子、藤巻廉、菊地洋子 蘇武裕子、山本真理子                                    | 2024年 8月1日  |
| EPISODE.4  | クリスマスパーティー           | 横手美智子                   | (A) 植田実           | (A) クレール・バルブ デ クリエール   | (A) 長屋侑利子、もろゆき沙羅、柴田篤史 石井明治、下妻日紗子、万年麻美 藤巻廉、永島明子 | 2024年 8月1日  |
| EPISODE.4  | クリスマスパーティー           | 横手美智子                   | (B) 川崎逸朗         | (B) 植田実                           | (B) 入江健司、石井明治、日向正樹 蘇武裕子、山本真理子                                  | 2024年 8月1日  |
| EPISODE.5  | 幸せなひととき                 | 金春智子                     | (A) 森山悠二郎       | (A) 小笠原一馬、森山悠二郎、多田俊介 | (A) 入江健司、石井明治、日向正樹 蘇武裕子、中島裕里                                    | 2024年 8月1日  |
| EPISODE.5  | 幸せなひととき                 | 金春智子                     | (B) BAKKKA、河原龍太 | (B) 松原健一                         | (B) 藤巻廉、山本径子 菊地洋子、大導寺美穂                                              | 2024年 8月1日  |

### 放送局
| 放送地域   | 放送局     | 放送期間                                              | 放送日時                                                  | 備考                 |
| ---------- | ---------- | ----------------------------------------------------- | --------------------------------------------------------- | -------------------- |
| 関東広域圏 | 日本テレビ | 2009年10月7日 - 2010年3月31日                         | 水曜 0:59 - 1:29（火曜深夜）                              |                      |
| 中京広域圏 | 中京テレビ | 2009年10月24日 - 12月19日 2010年1月7日 - 4月8日       | 土曜 3:21 - 3:53（金曜深夜） 木曜 2:10 - 2:42（水曜深夜） |                      |
| 北海道     | 札幌テレビ | 2009年11月12日 - 2010年5月20日                        | 水曜 1:34 - 2:04（火曜深夜）                              |                      |
| 福岡県     | 福岡放送   | 2009年11月30日 - 2010年5月24日                        | 月曜 1:20 - 1:50（日曜深夜）                              |                      |
| 近畿広域圏 | 読売テレビ | 2009年12月22日 - 2010年1月5日 2010年1月12日 - 6月22日 | 火曜 2:47 - 3:17（月曜深夜） 火曜 2:20 - 2:50（月曜深夜） | 『MONDAY PARK』第3部 |

| 放送地域   | 放送局     | 放送期間                | 放送日時                     | 備考                 |
| ---------- | ---------- | ----------------------- | ---------------------------- | -------------------- |
| 関東広域圏 | 日本テレビ | 2011年1月5日 - 3月30日  | 水曜 0:59 - 1:29（火曜深夜） |                      |
| 近畿広域圏 | 読売テレビ | 2011年1月11日 - 4月12日 | 火曜 2:17 - 2:47（月曜深夜） | 『MONDAY PARK』第3部 |
| 北海道     | 札幌テレビ | 2011年1月15日 - 4月16日 | 土曜 1:58 - 2:28（金曜深夜） |                      |
| 中京広域圏 | 中京テレビ | 2011年1月15日 - 4月16日 | 土曜 3:00 - 3:30（金曜深夜） |                      |
| 福岡県     | 福岡放送   | 2011年1月17日 - 4月18日 | 月曜 1:20 - 1:50（日曜深夜） |                      |

- このほか2014年1月15日からは、アニマックスが設けた大人の女性向けアニメ枠「3時にきゅん!」の第4代第1枠作品に採用されている。

### DVD
第1期
2009年12月よりバップから毎月1巻ずつのペースで発売された。全8巻。また、封入特典としてちび爽子マスコット、オリジナルイラストカード、全巻購入特典応募が各巻に封入された。なお、第1巻のみ『「君に届け」マル秘交換ノート』が限定封入された（episode.16は下記DVDには収録されておらず、原作単行本11巻限定版の同梱DVDでのみ収録）。
第2期
2011年3月2日から6月8日まで毎月1巻のペースで発売であり、1巻に3話収録の全4巻。また、特典映像『ミニトド劇場』が収録された。封入特典としては1巻に2キャラクターのビンズ、全巻購入特典応募券、オリジナルイラストカードが封入された。episode.0は下記DVDには収録されておらず、別冊マーガレット3月超特大号の付録DVDでのみ収録。
| 巻数 | 発売日         | 品番       | 収録話          |
| ---- | -------------- | ---------- | --------------- |
| 1    | 2009年12月23日 | VPBY-13401 | 第1話 - 第3話   |
| 2    | 2010年1月27日  | VPBY-13402 | 第4話 - 第6話   |
| 3    | 2010年2月24日  | VPBY-13403 | 第7話 - 第9話   |
| 4    | 2010年3月26日  | VPBY-13404 | 第10話 - 第12話 |
| 5    | 2010年4月21日  | VPBY-13405 | 第13話 - 第15話 |
| 6    | 2010年5月26日  | VPBY-13406 | 第17話 - 第19話 |
| 7    | 2010年6月23日  | VPBY-13407 | 第20話 - 第22話 |
| 8    | 2010年7月23日  | VPBY-13408 | 第23話 - 第25話 |

| 巻数 | 発売日        | 品番       | 収録話          |
| ---- | ------------- | ---------- | --------------- |
| 1    | 2011年3月2日  | VPBY-13542 | 第1話 - 第3話   |
| 2    | 2011年4月20日 | VPBY-13543 | 第4話 - 第6話   |
| 3    | 2011年5月11日 | VPBY-13544 | 第7話 - 第9話   |
| 4    | 2011年6月8日  | VPBY-13545 | 第10話 - 第12話 |

### CD
- 君に届け オリジナル・サウンドトラック（2010年1月27日発売）[39]
- 君に届け 2ND SEASON オリジナル・サウンドトラック（2011年2月23日発売）[40]
- 君に届け Secret Party〜北幌高校学校祭アナザーサイド〜（2011年3月23日発売）[41]

| 日本テレビ 水曜 0:59 - 1:29（火曜深夜） | 日本テレビ 水曜 0:59 - 1:29（火曜深夜）                      | 日本テレビ 水曜 0:59 - 1:29（火曜深夜） |
| 前番組                                  | 番組名                                                       | 次番組                                  |
| --------------------------------------- | ------------------------------------------------------------ | --------------------------------------- |
| 蒼天航路                                | 君に届け                                                     | RAINBOW-二舎六房の七人-                 |
| RAINBOW-ニ舎六房の七人-                 | 君に届け（2話連続再放送） ※0:59 - 1:59 ↓ 君に届け 2ND SEASON | 逆境無頼カイジ 破戒録篇                 |

## ゲーム

### 第1弾
- タイトル - 『君に届け 〜育てる想い〜』[42]
- 対応機種 - ニンテンドーDS
- ジャンル - 想いを伝えるピュアアドベンチャー
- 発売元 - バンダイナムコゲームス
- 発売日 - 2009年10月15日

プレイヤーは爽子となって高校1年生の1年間を体験する。原作やアニメとは異なるオリジナルストーリーも収録されており、エンディングはプレイヤーの行動に応じて変化するマルチエンディングとなっている。このゲームでは、風早ルートにおいて1年生のバレンタインデーに爽子と風早が互いに告白し、2年生になるのを待たずに恋人同士となる。声優はアニメ版に準拠しているが、ボイスが付いているのは爽子と風早のモノローグと風早ルートのエピローグ、およびシステムボイスのみとなっている（これは第2弾も同様）。

### 第2弾
- タイトル - 『君に届け 〜伝えるキモチ〜』[43]
- 対応機種 - ニンテンドーDS
- ジャンル - 想いを伝えるピュアアドベンチャー
- 発売元 - バンダイナムコゲームス
- 発売日 - 2011年4月7日

基本システムは前作と同様に、爽子の高校生活2年目の学校祭までの約半年間を体験する。ストーリーは第1弾の風早ルートの続きとなっており、爽子と風早が既に恋人同士となっている状態で2年生がスタートする。
なお、第1弾と第2弾の内容を1本のソフトにまとめ、さらに第1弾の詳細な攻略情報（ガイドモード）も収録した限定版が『君に届け スペシャル』というタイトルで第2弾と同日に発売された。この限定版にはファッションブランド「LIZ LISA」とのコラボレーショングッズである「LIZ LISA特製!春色トートバッグ」が同梱された。

## 映画
2010年9月25日に公開された。監督は熊澤尚人。主演は多部未華子と三浦春馬。「実写化してほしい漫画作品ランキング」では常に上位に挙がり、ファンからも以前から期待が高かった。本編には原作の名シーンや名台詞が多く盛り込まれている。
『別冊マーガレット』2010年10月号ではメイキングや座談会が収録されたスペシャルナビゲートDVDが付録として同梱。公式サイトでは『届け!想いキャンペーン』と題した一般メッセージが募集され、約1万5,000通以上のメッセージが届き9月15日の完成披露試写会で朗読された。9月24日より公式サイトで黒板に名台詞が描かれていくスクリーンセーバーも配信された。
キャッチコピーは「簡単になんて伝えられない。本当に、本当に大切な気持ちだから。」「本当に大切な想いは、ゆっくりと伝えればいい。」。
全国285スクリーンで公開され、2010年9月25・26日初日2日間で興収2億3395万500円、動員は19万278人になり映画観客動員ランキング（興行通信社調べ）で初登場第2位となり、更に『THE LAST MESSAGE 海猿』『十三人の刺客』と合わせ東宝作品が上位3位を独占した。また、ぴあ初日満足度ランキング（ぴあ映画生活調べ）では第2位を獲得。

### スタッフ（映画）
- 原作 - 椎名軽穂（集英社『別冊マーガレット』連載）
- 脚本 - 根津理香、熊澤尚人
- 音楽 - 安川午朗
- 企画プロデュース - 佐藤貴博
- 製作指揮 - 宮崎洋
- 製作 - 大山昌作、鳥嶋和彦、島谷能成、村上博保、平井文宏、畠中達郎、阿佐美弘恭、石川光久、島羽乾二郎
- エグゼクティブプロデューサー - 奥田誠治
- シニアプロデューサー - 菅沼直樹
- プロデューサー - 野間清恵、山本章
- 撮影 - 藤井昌之
- 美術 - 橋本優
- 装飾 - 鈴村高正
- 照明 - 舘野秀樹
- 録音 - 滝澤修
- 編集 - 高橋信之
- 衣装 - 宮本まさ江
- ヘアメイク - 持丸あかね
- VFXスーパーバイザー - 田中貴志
- キャスティング - 杉野剛
- スクリプター - 赤澤環
- 企画協力 - 別冊マーガレット編集部
- 脚本協力 - まなべゆきこ
- プロデュース協力 - 中谷敏夫
- アシスタントプロデューサー - 紀嘉久
- 宣伝プロデューサー - 平野健吾
- 助監督 - 橋本光二郎
- 製作担当 - 里吉優也
- 企画製作 - 日本テレビ放送網
- 制作プロダクション - 日活撮影所、ジャンゴフィルム
- 配給 - 東宝
- 製作 - 映画『君に届け』製作委員会（日本テレビ放送網、集英社、東宝、読売テレビ放送、バップ、アミューズ、D.N.ドリームパートナーズ、Production I.G、日活、STV、MMT、SDT、CTV、HTV、FBS）
- ポスター撮影 - 本多晃子
- 監督 - 熊澤尚人

### ロケ地
- 栃木県足利市（八雲神社[46]・渡良瀬川・県立足利西高等学校・県立足利南高等学校・足利公園等）
- 栃木県佐野市（佐野市文化会館）
- 群馬県桐生市
- 群馬県高崎市

### 主題歌（映画）
「君に届け」
歌 - flumpool（A-Sketch）
着うた先行配信での歌詞サイト（JOYSOUND歌詞）ではリアルタイムランキング1位を獲得。映画のイメージが反映されたPVは、関東の中学校で撮影され、ファンクラブで募集された高校生200人がエキストラで参加している。

### テレビ放送
| 回数 | テレビ局   | 番組名（放送枠名） | 放送日         | 放送時間      | 放送分数 | 視聴率 | 備考 |
| ---- | ---------- | ------------------ | -------------- | ------------- | -------- | ------ | --- |
| 1    | 日本テレビ | 金曜ロードショー   | 2011年10月28日 | 21:00 - 22:54 | 114分    | 11.1%  | 「秋のコレクション（秋コレ）」5作の内の1作としてTV初放送された。ただし時間の都合上、千鶴の失恋やくるみの告白などはカットされている。 |
| 2    | 日本テレビ | 金曜ロードSHOW!    | 2015年3月27日  | 21:15 - 23:09 | 114分    | 9.1%   | |

- 視聴率はビデオリサーチ調べ、関東地区・世帯・リアルタイム。

## 配信ドラマ / テレビドラマ
テレビ東京とNetflixが共同制作するNetflixシリーズとしてドラマ化され、2023年3月30日より全世界独占配信中。主演は南沙良と鈴鹿央士。
2023年10月12日（11日深夜）から12月28日（27日深夜）まで、テレビ東京の「水ドラ25」枠で地上波で放送された。

### スタッフ（ドラマ）
出典：
- 原作 - 椎名軽穂『君に届け』（集英社「マーガレット コミックス」刊）
- 脚本 - 宮本勇人
- 主題歌 - 川崎鷹也「愛の歌」（Warner Music Japan Inc.）[16]
- 監督 - 新城毅彦、菊地健雄
- 音楽 - 蓮沼執太
- 楽曲制作 - 小西遼
- 音楽プロデューサー - 剣持学人
- 選曲 - 石井和之
- 撮影協力 - 富山県、富山県ロケーションオフィス、富山フィルムコミッション、高岡フィルムコミッション、氷見フィルムコミッション、富山市、南砺市、高岡市、射水市、氷見市、魚津市、黒部市
- エグゼクティブ・プロデューサー - 佐藤菜穂美
- プロデューサー - 松本拓、森川真行、清家優輝
- 共同プロデューサー - 伊藤寿浩
- 企画・制作 - テレビ東京
- 制作協力 - ファインエンターテイメント
- 製作 - Netflix

### 放送日程
| 各話   | 放送日  | 放送日   | サブタイトル           | 演出              |
| 各話   | 配信    | 地上波   | サブタイトル           | 演出              |
| ------ | ------- | -------- | ---------------------- | ----------------- |
| 第1話  | 3月30日 | 10月12日 | 初めての気持ち         | 新城毅彦 菊地健雄 |
| 第2話  | 3月30日 | 10月19日 | 噂                     | 新城毅彦 菊地健雄 |
| 第3話  | 3月30日 | 10月26日 | 恋愛感情               | 新城毅彦 菊地健雄 |
| 第4話  | 3月30日 | 11月02日 | 恋・夢                 | 菊地健雄          |
| 第5話  | 3月30日 | 11月09日 | 友達とクリスマス       | 菊地健雄          |
| 第6話  | 3月30日 | 11月16日 | それぞれのバレンタイン | 菊地健雄          |
| 第7話  | 3月30日 | 11月23日 | 学校祭                 | 菊地健雄          |
| 第8話  | 3月30日 | 11月30日 | 初めてのキス           | 菊地健雄          |
| 第9話  | 3月30日 | 12月07日 | 絆                     | 菊地健雄          |
| 第10話 | 3月30日 | 12月14日 | 行きたい道             | 菊地健雄          |
| 第11話 | 3月30日 | 12月21日 | 気づき                 | 菊地健雄          |
| 最終話 | 3月30日 | 12月28日 | 旅立ち                 | 菊地健雄          |

### 放送局
| 放送期間                  | 放送時間                     | 放送局         | 対象地域       | 備考   |
| ------------------------- | ---------------------------- | -------------- | -------------- | ------ |
| 2023年10月12日 - 12月28日 | 木曜 1:00 - 1:30（水曜深夜） | テレビ東京     | 関東広域圏     | 製作局 |
|                           |                              | テレビ北海道   | 北海道         |        |
|                           |                              | TVQ九州放送    | 福岡県         |        |
|                           |                              | テレビせとうち | 岡山県・香川県 |        |
| 2023年10月15日 -          | 日曜 1:55 - 2:35（土曜深夜） | テレビ愛知     | 愛知県         |        |
| 2023年10月23日 -          | 月曜 2:00 - 2:40（日曜深夜） | テレビ大阪     | 大阪府         |        |

### ネット配信
| 配信開始月 | 配信サイト     | 配信料金     | 備考       |
| ---------- | -------------- | ------------ | ---------- |
| 2023年3月  | Netflix        | 定額制有料   |            |
| 2023年10月 | TVer           | 広告付き無料 | 見逃し配信 |
| 2023年10月 | ネットもテレ東 | 広告付き無料 | 見逃し配信 |

| テレビ東京系 水ドラ25                                                                            | テレビ東京系 水ドラ25                  | テレビ東京系 水ドラ25                                                       |
| 前番組                                                                                           | 番組名                                 | 次番組                                                                      |
| ------------------------------------------------------------------------------------------------ | -------------------------------------- | --------------------------------------------------------------------------- |
| 沼オトコと沼落ちオンナのmidnight call 〜寝不足の原因は自分にある。〜 （2023年8月31日 - 10月5日） | 君に届け （2023年10月12日 - 12月28日） | 推しを召し上がれ 〜広報ガールのまろやかな日々〜 （2024年1月11日 - 3月14日） |